# 땅꺼짐

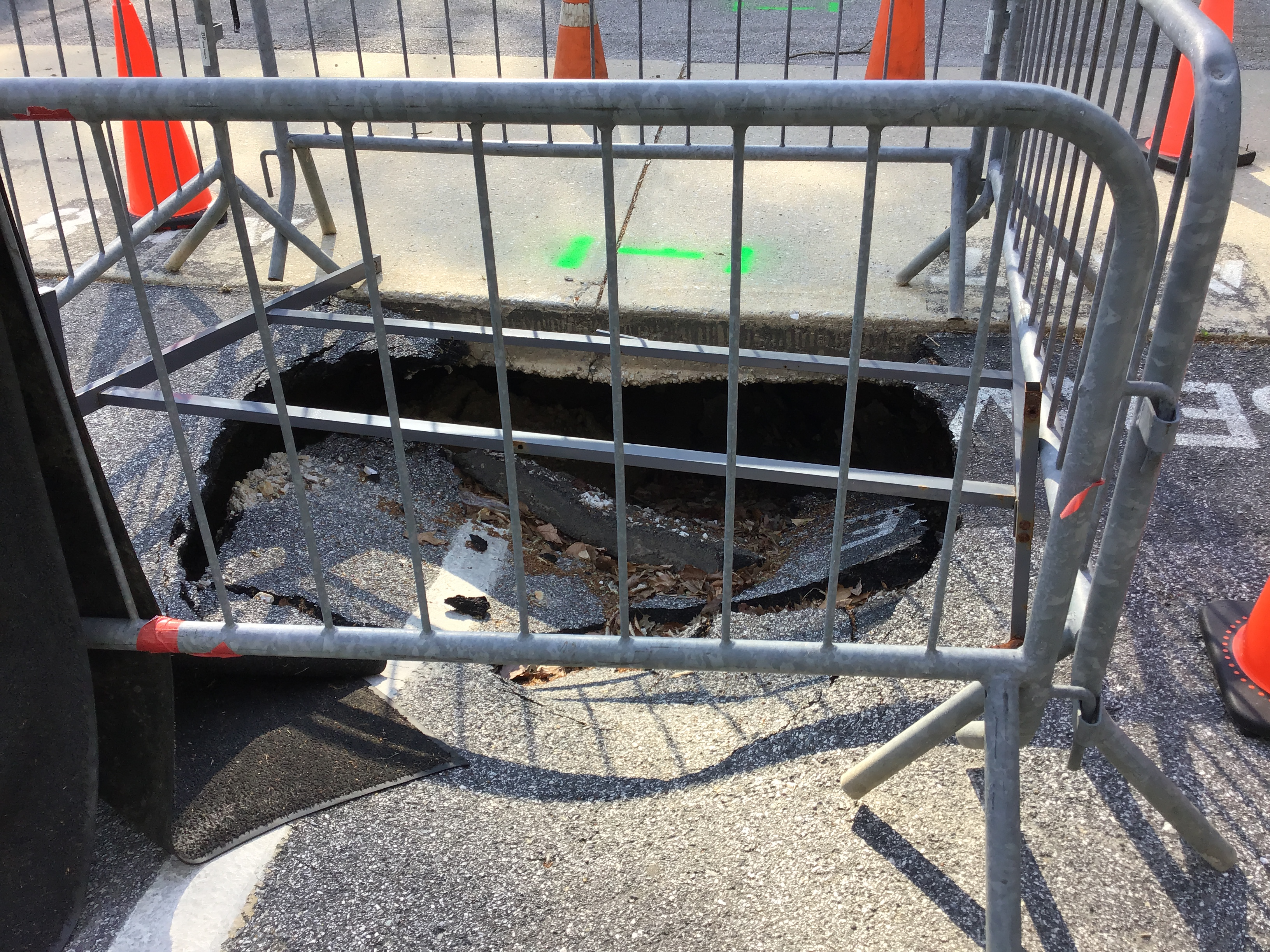

땅꺼짐 현상은 싱크홀(sinkhole), 지반 함몰(함몰)이라고도 하며, 땅 표면이 여러 가지 이유로 내려앉아 땅표면에 구멍이 나거나 커다란 웅덩이가 생기는 현상을 의미한다. 발생지역과 토양 성질이 다양해서 도시 지역뿐만 아니라 농지나 평지, 산악지역에서도 발생한다. 땅꺼짐 원인에 따라 원형 크기가 1미터 내외에서 백미터 이상에 이르는 경우도 있다. 깊이는 단순히 패인 구멍이나 웅덩이 정도의 1미터 내외에서부터 수십미터에 이르는 낭떠러지 웅덩이가 생기기도 한다. 이로 인해 차량이 파손되는 정도에서 건물이나 호수가 사라지는 경우가 있어, 인명, 재산 피해가 상당한 수준에 이르는 사례도 있다.
과거에는 영어의 싱크홀을 외래어로 사용하다가 2015년 국립국어원의 단어 순화로 현재 언론에서는 대부분 '땅꺼짐 현상'이라고 표기한다. 돌리네도 땅꺼짐의 일종이자, 주로 석회암 지대에서 나타나는 자연 현상을 지칭한다.

## 원인
자연에서 흔히 발생하는 원인으로는 대부분 석회암 지대에서 석회가 물에 녹으며 지하에 공간이 생겨 지반이 무너지거나, 약한 지질의 지반 흙이 지하수에 쓸려가서 빈 공간이 생기며 지반이 무너지는 탓이다. 이런 석회암지대의 땅꺼짐 현상은 돌리네라고 구분한다.
도시는 대체로 단단한 지반 위에서 형성되어 지하수로 지하 공간이 쓸려갈 정도의 연약한 지반이 아닌데도 근래 땅꺼짐이 발생하곤 한다. 그 이유로 도시에 대형 건축물이 대량으로 형성되면서 지표면의 엄청난 무게가 지반에 가해지는 상태에서 지하수를 많이 써서 빈 공간이 생겨 지반이 무너지거나, 유입된 지하수가 건물과 같은 시설물로 막혀서 표면으로 나오지 못해 액상화 현상이 발생해 지반이 무너지거나, 건물과 토양의 시멘트와 콘크리트가 지표면에서 빗물의 지하수 유입을 방해하여 빈 공간이 생겨 지반이 무너지게 되며 땅꺼짐이 발생한다. 또는 도시 규모의 확장으로 도심 주변의 연약한 지반에 도시개발을 하며 발생하기도 한다.
도시에서 발생하는 소규모의 땅꺼짐은 대부분 지하에 매설된 배수, 배관, 하수관 시설 등의 노후나 파손에 따른 누수로 인해 발생한다. 다량의 하수나 상수가 콘크리트나 시멘트 도로, 건물 아래에 스며들어 흙을 쓸어가거나, 또는 그 아래에 액상화 현상이 발생하여 지반이 제 역할을 하지 못해 내려앉으며 생긴다.

## 주요 사건
- 일본: 하카타 역앞 도로 함몰 사고

## 같이 보기
- 블루홀
- 카르스트 지형
- 팟홀
- 돌리네